# SU-Ursae-Majoris-Stern
Die SU-Ursae-Majoris-Sterne sind eine Untergruppe der Zwergnovae, die teilweise oder stets während ihrer Eruptionen Modulationen in ihren Lichtkurven zeigen, die um einige Prozent von der Länge der Bahnumlaufdauer abweichen. Diese Modulationen werden als Superhumps bezeichnet.

## Eigenschaften
Die SU-Ursae-Majoris-Sterne gehören zu den kurzperiodischen Zwergnovae mit Perioden von weniger als 2,1 Stunden und liegen damit unterhalb oder innerhalb der Periodenlücke. Sie zeigen meist neben den normalen Ausbrüchen Supermaxima, die ungefähr 1 mag heller und circa doppelt so lange andauern. Nur während der Supermaxima treten die Superhumps auf. Die Supermaxima werden von einer normalen Eruption eingeleitet und gehen dann nach einem kurzen Abfall in ein Supermaximum über. Als Superzyklus wird der Abstand zwischen den Supermaxima bezeichnet, der ungefähr um den Faktor 10 länger ist als bei mittlerem Abstand zwischen normalen Maxima.
Die SU-Ursae-Majoris-Sterne werden weiter unterteilt in die
- ER-Ursae-Majoris-Sterne mit extrem kurzen Superzyklen von weniger als 60 Tagen
- sowie WZ-Sagittae-Sterne, die extrem lange Superzyklen von mehr als 10.000 Tagen haben

Die WZ-Sagittae-Sterne, die auch als TOADs (Tremendous Outburst Amplitude Dwarf Novae) bezeichnet werden, zeigen keine normalen Ausbrüche, sondern nur Supermaxima mit einem Superzyklus in der Größenordnung von Jahrzehnten. Nur bei dieser Untergruppe folgt ein Supermaximum unmittelbar auf ein vorheriges Supermaximum, während bei den anderen SU-Ursae-Majoris-Sternen immer eine Anzahl an normalen Eruptionen zwischen Supermaxima liegt. Ihre Ausbrüche erreichen größere Amplituden von 6 bis 8 mag. Weiterhin zeigen die WZ-Sagittae-Sterne im Gegensatz zu den anderen SU-Ursae-Majoris-Sternen frühe Superhumps und nach den Ausbrüchen kleine Maxima, die als Rebrightenings bezeichnet werden. Die frühen Superhumps erscheinen bereits im Anstieg zum Maximum mit einer Periode, die annähernd der späteren Superhump-Periode entspricht. Die frühen Superhumps werden auf Spiralarme in den Akkretionsscheiben oder einen erhöhten Massentransfer zwischen den Komponenten des Doppelsternsystems zurückgeführt. Ein erhöhter Massentransfer könnte auch die Ursache der Rebrightenings sein.
Es scheint charakteristisch für die SU-Ursae-Majoris-Sterne zu sein, dass bei ihnen mit der Zeit der Abstand zwischen den Supermaxima zuzunehmen scheint.

### Vorkommen in Sternkatalogen
Der General Catalogue of Variable Stars listet aktuell etwa 120 Sterne mit dem Kürzel UGSU, womit etwa 0,25 % aller Sterne in diesem Katalog zur Klasse der SU-Ursae-Majoris-Sterne gezählt werden.

## Ausbruchsmodell für die Superausbrüche
Die normalen Eruptionen der SU-Ursae-Majoris-Sterne entsprechen denjenigen in anderen Zwergnovae, die durch einen bistabilen Zustand der Akkretionsscheibe aufgrund der Magnetorotationsinstabilität verursacht wird. Wie andere kataklysmische Veränderliche bestehen die SU-Ursae-Majoris-Sterne aus einem Roten Zwerg, der über eine Akkretionsscheibe Materie auf einen nicht-magnetischen Weißen Zwerg transferiert. Die Superausbrüche sind entweder das Ergebnis eines Feedbacks von der aufgeheizten Akkretionsscheibe auf den Roten Zwerg, der mehr Materie als sonst transferiert, oder die Akkretionsscheibe dehnt sich während eines normalen Ausbruchs aus und kommt in eine 3:2-Bahnresonanz mit der Bahnumlaufdauer. Durch diese Resonanz heizt sich die Scheibe auf und es wird mehr Materie auf den Weißen Zwerg transferiert. Während bei einem normalen Ausbruch circa 10 Prozent der Materie aus der Akkretionsscheibe auf den Weißen Zwerg fließen, dürfte während Supermaxima die Scheibe um die 50 Prozent ihrer Materie verlieren.

## Bekannte SU-Majoris-Sterne
- SU Ursae Majoris, WZ Sagittae, ER Ursae Majoris